# 枡田けいすけ
枡田 けいすけ（ますだ けいすけ、1月26日 - ）は、日本のナレーター、声優。ナレータープロダクション『洒落 Sharaku』所属。血液型A型。静岡県出身。東京大学卒業。

## 出演作品

### TVナレーション
- サタデーステーション ネット企画 （テレビ朝日系列）

### TVボイスオーバー
- スッキリ（日本テレビ系列）
- スッキリ 特別企画「お受験シリーズ第2弾」（日本テレビ系列）
- 24時間テレビ「 愛は地球を救う」（日本テレビ系列）
- 深層NEWS（BS日テレ）
- 木村文乃 至宝が誘う悠久のイスタンブルへ（BS-TBS）
- 理由を聞いたら好きになる（フジテレビ系列）
- 坂上どうぶつ王国（フジテレビ系列）
- 芸能人モヤモヤ事件簿（フジテレビ系列）
- 目撃！超逆転スクープ4 娘を救え！命をかけた母の闘い愛と涙の生還 SP（フジテレビ系列）
- 目撃！超逆転スクープ5 殺人者の微笑み（フジテレビ系列）
- 目撃！超逆転スクープ6 世界が震えたミラクルストーリー（フジテレビ系列）
- 目撃！超逆転スクープ7 家族を引き裂く衝撃のミステリー事件簿（フジテレビ系列）
- ザ・ノンフィクション（フジテレビ系列）

### VPナレーション
- 国土交通省 北陸地方整備局
- 消防庁
- Panasonic 「スマートエイジングプロモーション映像」「SJ展」

- 誠賀建設
- 新洋技研工業
- 中井エンジニアリング